# Liolaemus thermarum
Liolaemus thermarum (lagartija del azufre) es una especie de lagarto del género Liolaemus endémica del suroeste de la provincia de Mendoza.

## Etimología
El epíteto específico proviene de la palabra en latín thermae, thermarum hace referencia a las aguas termales sulfurosas presentes en su hábitat, que provienen del volcán Peteroa actualmente activo.

## Características
Lagartija de tamaño medio, de entre 70 y 85 mm de longitud desde el hocico a la cloaca, cola gruesa y algo deprimida que conforma cerca del 60 % de la longitud total del animal. Sin poros precloacales.

## Distribución
Liolaemus thermarum es endémico de Argentina, donde está restringido a un pequeño valle cerca del volcán Peteroa, Malargüe, provincia de Mendoza. Esta especie habita en las estribaciones de dicho volcán activo. Sin embargo, actualmente solo se conoce por la descripción, ya que las búsquedas en otros lugares no ha sido posible localizar subpoblaciones adicionales, se cree que está realmente limitado a esta área. Ocurre en elevaciones de 2400 - 2600 m.

## Ecología
Es una especie saxícola (vive en ambientes rocosos), vivípara y con fuerte tendencia a la herbivoría. Durante los meses invernales el terreno permanece cubierto de nieve, la cual se derrite y es captada por los sistemas de vegas circundantes. Habita en sectores donde hay afloramientos rocosos, utilizando las rocas para asolearse y ganar temperatura durante las horas de la mañana y para refugiarse debajo de ellas o en grietas durante la noche o ante un peligro.

## Población
Se desconoce su tendencia. Esta especie es poco común dentro de su rango. Ocurre en un área bastante remota con difícil acceso, por lo que ha habido pocas expediciones a la región. Sin embargo, la especie se encuentra cada vez que se busca, más recientemente en 2011 (L. Avila, datos no publicados). La actividad volcánica cercana está teniendo un efecto desconocido en la población.

## Conservación
Esta especie está clasificada como "vulnerable" por la Asociación Herpetológica Argentina debido a que es un microendemismo marcado y porque ocurre en bajas densidades. En el sistema de categorización de UICN también está considerada "vulnerable" debido a su distribución restringida (con una extensión de 78 km²) y su presencia en un solo lugar, que está en la base de un volcán activo. Aunque no hay amenazas antropogénicas (ya que la población humana ha sido evacuada y se le ha prohibido regresar), una gran erupción volcánica probablemente causaría un rápido declive de la población y la destrucción de su hábitat, lo que podría causar la extinción de la especie y sería probable que lo califique para una lista inmediata de en peligro crítico.
Esta especie no está sujeta a ninguna amenaza antropogénica conocida. Debido a la actividad volcánica pasada y en curso, la ocupación humana de esta área está prohibida. Ocurre cerca del volcán Peteroa que ha entrado en erupción en el pasado. Se desconoce el efecto de las erupciones pasadas en la población; sin embargo, este volcán está actualmente activo y existe al menos un riesgo plausible de una futura erupción que provoque la pérdida de hábitat o la disminución de la población. No existen medidas de conservación específicas de la especie para esta especie. No ocurre en ninguna área protegida.

## Taxonomía
Esta especie fue descripta en 1996 por Fernando Videla y José Miguel Cei a partir de cuatro ejemplares (dos machos y dos hembras) recolectados por el primer autor en los alrededores de los Baños del Azufre. El holotipo macho se encuentra depositado en el Museo Argentino de Ciencias Naturales (MACN) como así también un paratipo hembra. El resto de los paratipos están depositados en el Museo Regionale di Scienze Naturali (Turín, Italia).

## Galería de imágenes
|                                          |
| Liolaemus thermarum vista lateral-dorsal |

|                                           |
| Liolaemus thermarum vista lateral-ventral |

|                                                                |
| Liolaemus thermarum asoleándose en una roca del hábitat típico |